# Warframe
Warframe è un videogioco free-to-play d'azione in terza persona online sviluppato e pubblicato da Digital Extremes. Il gioco è uscito in beta aperta il 25 marzo 2013 per Microsoft Windows e poi per PlayStation 4 nel novembre 2013 (il 15 novembre per il Nord America e il 29 novembre in Europa), su Xbox One il 2 settembre 2014 e per Nintendo Switch il 20 novembre 2018. Inoltre è uscito anche per PlayStation 5 il 26 novembre 2020 e il 13 aprile 2021 per Xbox Series X.
In Warframe il giocatore prende il controllo di un Tenno, un membro di una razza antica di guerrieri svegliatosi da poco da un sonno criogenico. Guidati da una figura misteriosa chiamata Lotus i Tenno devono combattere contro diverse fazioni nemiche che hanno preso il controllo del sistema solare.

## Ambientazione
Ambientato nel lontano futuro dopo la caduta dell'Impero Orokin, una razza umanoide ormai estinta, Warframe vede il giocatore prendere il controllo di un Tenno, un membro di un antico ordine di guerrieri, appena svegliato da un sonno criogenico durato migliaia di anni.
Guidato da una figura chiamata Lotus e equipaggiati con un potente esoscheletro chiamato "warframe" il giocatore viaggia per il Sistema solare, qua rinominato Sistema Origin, combattendo varie fazioni nemiche che hanno preso il controllo dei vari pianeti e satelliti e che sono a loro volta in guerra tra di loro.

## Fazioni
Durante il gioco, il giocatore incontra numerose fazioni presenti nelle varie zone del sistema Origin.

### Alleati
Arrivate con l'aggiornamento 15 e poi ampliate successivamente, le fazioni sono sedici gruppi con cui il giocatore può allearsi e da cui si possono ottenere ricompense uniche.
Le fazioni alleate sono:
- Steel Meridian. Guidati da un disertore Grineer, vogliono proteggere ciò che resta delle colonie. Sono alleati con Red Veil e nemici di The Perrin Sequence.[1]
- Arbiters of Hexis. Dedicati alla ricerca della verità attraverso la disciplina, credono la forza dei warframe vada oltre l'essere guerrieri. Sono alleati con Cephalon Suda e nemici di Red Veil.[1]
- Cephalon Suda. Dotata di un'incredibile passione e curiosità nei confronti della musica e odio verso la distruzione, Cephalon Suda è alleata con Arbiters of Hexis e nemica di New Loka.[1]
- The Perrin Sequence. Separatisi dai Corpus, vogliono riportare ordine al sistema Origin attraverso la prosperità. Sono alleati con New Loka e nemici di Steel Meridian.[1]
- Red Veil. Vogliono curare il sistema con un'epurazione violenta, a qualsiasi costo. Sono alleati con Steel Meridian e nemici di Arbiters of Hexis.[1]
- New Loka. Pensano che la fine del conflitto si possa avere solo con la restaurazione della Terra e della forma umana pura. Sono alleati con The Perrin Sequence e nemici di Cephalon Suda.[1]
- Conclave. Arrivato con l'aggiornamento 16, il Conclave rappresenta l'elemento PVP di Warframe.[2]
- Cephalon Simaris. Uscito con l'aggiornamento 16, Cephalon Simaris permette di scoprire pezzi della storia del sistema Origin.[2]
- Ostron. Introdotti dall'Aggiornamento 22 insieme alla prima zona open-world sulla Terra, sono gli abitanti di quella zona.[3]
- Quills. Arrivati insieme agli Ostron, i Quills sono un gruppo misterioso con cui può interagire solo chi ha finito la quest La Guerra Interna.[3]
- Solaris United. Introdotti con l'uscita della seconda mappa open-world nell'aggiornamento 24, vivono nella città di Fortuna su Venere e aiutano il giocatore in questa zona.[4]
- Vox Solaris. Usciti con l'aggiornamento 24, combattono contro il controllo dei Corpus per la libertà di Fortuna.[4]
- Ventkids. Un gruppo di orfani di Fortuna. Vendono al giocatore i componenti per creare un k-drive, un veicolo che permette di attraversare più velocemente le zone open-world.[4]
- Entrati. Un'antica famiglia Orokin modificata dall'Infestazione; sono la fazione principale della mappa open-world arrivata con l'aggiornamento 29.[5]
- Necraloid. Dopo aver completato La Guerra Interna si può interagire con questa fazione per costruire un Necramech, una antica arma proveniente da un'epoca anteriore alla caduta dell'Impero Orokin.[5]
- Nightwave. Una stazione radio pirata; questa fazione dà sfide giornaliere e settimanali al giocatore.[6]
- Holdfast. Gli originali membri della Zariman Ten-Zero, misteriosamente rinati e ora determinati a difendere il sistema Origin dai pericoli del Void.

### Nemici
Durante il gioco il giocatore deve scontrarsi con vari gruppi di nemici:
- I Grineer, una razza di cloni in uno stato di decomposizione genetica e governata dalle Regine Gemelle.[7]
- I Corpus, un culto dedicato al profitto e dotato di un esercito di robot.[7]
- Gli Infested, formati da membri delle altre fazioni distorti e consumati dall'Infestazione.[7]
- I Sentient, antichi nemici degli Orokin che solo adesso, dopo migliaia di anni, stanno tornando da un altro sistema solare.[7]

## Luoghi visitabili
Durante il gioco il giocatore ha la possibilità di visitare un gran numero di luoghi del sistema solare, la maggior parte dei quali ha un boss da sconfiggere per sbloccare il prossimo pianeta e almeno un warframe che si può ottenere. Nell'ordine in cui si sbloccano sono:
- Terra, il primo pianeta su cui si troverà il giocatore. Nel periodo in cui si svolge Warframe il pianeta è ricoperto da deserti e foreste mutate ma è occupato dai Grineer che intendono avvelenare le foreste per poterci costruire il loro impero. La Terra è anche il primo pianeta a ricevere una mappa open-world con l'aggiornamento 22: Plains of Eidolon. Su questo pianeta è possibile sbloccare i warframe Gara, Hydroid e Revenant.[3][8][9]
- Venere, il secondo pianeta che il giocatore potrà sbloccare. Interamente ricoperto di ghiaccio a causa di operazioni di terraformazione da parte dell'Impero Orokin, questo pianeta è occupato dai Corpus. Inoltre è su questo pianeta che si trova la seconda area open-world, aggiunta con l'aggiornamento 24: Fortuna. Su questo pianeta è possibile sbloccare i warframe Baruuk, Garuda, Hildryn e Rhino.[4][10][11]
- Mercurio, il terzo pianeta sbloccabile. Questo pianeta è sotto il controllo dei Grineer ed è l'unico pianeta su cui non si trovano le parti di un warframe.
- Marte. Nonostante sia sotto il controllo dei Grineer ci sono alcune missioni in cui c'è la presenza dei Corpus. Dopo l'aggiornamento 22 il bazaar di Maroo, stazione spaziale in cui i giocatori possono scambiare oggetti tra di loro, è stato spostato su Marte dalla Terra. Su questo pianeta si può ottenere il warframe Excalibur.[3][12]
- Deimos. Questo satellite di Marte è interamente ricoperto dall'infestazione ed è stato introdotto nell'aggiornamento 29 che ha anche fatto uscire la terza zona open-world. Questo satellite sostituisce il relitto Orokin rimosso nello stesso aggiornamento.  Su questo satellite è possibile sbloccare i warframe Lavos, Nekros e Xaku.[5][13]
- Phobos. Questo satellite di Marte è sotto il controllo dei Corpus; su questo satellite è possibile sbloccare il warframe Mag.
- Cerere. Questo pianeta nano è sotto il controllo dei Grineer. Su questo pianeta è possibile sbloccare il warframe Frost.[12]
- Giove. Questo gigante gassoso è sotto il controllo dei Corpus. Con l'aggiornamento 25 le varie zone del pianeta sono state rimasterizzate ed è stata introdotta una nuova tipologia di nemici: gli Amalgam, un ibrido di Corpus e Sentient. Su questo pianeta è possibile sbloccare i warframe Valkyr e Wisp.[14]
- Europa. Questa luna gioviana è sotto il controllo dei Corpus. Su questa luna è possibile sbloccare i warframe Grendel e Nova.[15]
- Saturno. Sotto il controllo dei Grineer; su questo pianeta si può sbloccare Ember.
- Urano. Il pianeta è stato remasterizzato nell'aggiornamento 17 che ha portato con sé numerose zone subacquee. Su questo pianeta è possibile sbloccare il warframe Equinox.[16]
- Nettuno. Questo pianeta è sotto il controllo dei Corpus e su questo pianeta è possibile sbloccare il warframe Loki.
- Plutone. Il pianeta nano è controllato dai Corpus. Su questo pianeta è possibile sbloccare il warframe Trinity.[12]
- Eris. Sotto il controllo degli Infested dall'aggiornamento 14 e fino all'aggiornamento 29 l'unico pianeta Infested. Su questo pianeta nano è possibile sbloccare i warframe Atlas, Mesa e Nidus.[17][18][19][20]
- Sedna. Questo pianeta nano è sotto il controllo dei Grineer. Su questo pianeta è possibile sbloccare i warframe Gauss e Saryn.[21]
- Il Void.  Una misteriosa regione di spazio extradimensionale, dove le leggi della fisica non funzionano come nel resto dell'universo. È la fonte di numerosi fenomeni misteriosi, come le Tempeste Void, ed è l'origine dei poteri dei Tenno. In questa zona è possibile trovare e esplorare diverse antiche fortezze Orokin piene di oggetti utili al giocatore. Introdotto nell'aggiornamento 8, ha poi ricevuto un rework (vale a dire una serie di modifiche e migliorie) nell'aggiornamento Specters of the Rail.[22][23]
- Luna. La luna terrestre, qua rinominata Lua, è resa disponibile dopo il completamento della quest Il Secondo Sogno. Sono presenti sia Corpus che Grineer, ma non è sotto il controllo di nessuna fazione.[24]
- La Fortezza Kuva. Sede delle regine Grineer, questa fortezza mobile sarà accessibile dopo aver finito la quest La Guerra Interna. Questa zona è stata introdotta nell'aggiornamento 19.[25]
- La Zariman Ten-Zero. Antica astronave coloniale Orokin e l'iniziale casa dei Tenno prima di ricevere i loro poteri, adesso corrotta dal Void.
- Duviri. Regno fantastico situato nel Void bloccato in un loop temportale eterno e dominato dal re bambino Dominus Thrax. A differenza degli altri luoghi del gioco, presenta un gameplay stile roguelike in cui il giocatore comanda una versione alternativa del Tenno, nota come Drifter.

## Gameplay
All'inizio del gioco il giocatore dovrà scegliere un warframe da usare, ma potrà trovare i componenti necessari per costruire gli altri successivamente nel gioco.
Il warframe è l'esoscheletro che il giocatore controlla durante le missioni. Ogni warframe ha quattro abilità che possono essere istantanee, continue o a durata. Le abilità istantanee hanno effetto appena attivate, quelle continue hanno effetto finché il giocatore non le disattiva e quella a durata hanno effetto per una quantità di tempo determinata dall'abilità e dal modo in cui il giocatore ha modificato il proprio warframe.
Ci sono 86 warframe disponibili nel gioco. Questo numero include sia la variante normale (50) che le versioni Prime (36), ovvero una versione più prestante e dall'aspetto diverso rispetto agli esemplari base, ottenibili attraverso missioni speciali, denominate Fratture Void.
Ogni Warframe può essere modificato attraverso l'uso di oggetti chiamati mod. Questi oggetti possono aumentare la forza delle abilità, la loro durata, la loro portata, diminuirne il costo di attivazione in energia, nonché aumentare gli attributi fisici del Warframe stesso, come una maggiore salute o armatura. Tutti gli warframe hanno otto slot dove installare dei mod a scelta, uno slot aura dove equipaggiare gli omonimi mod aura che possono dare bonus agli alleati oppure un malus ai nemici. Inoltre vi è un decimo slot che può essere sbloccato installando un apposito adattatore. In questo slot è possibile equipaggiare i cosiddetti mod Exilus che hanno la particolarità di influenzare la mobilità del Warframe, rendendolo più rapido e scattante oppure rendendolo immune al contraccolpo delle armi e all'atterramento da parte dei nemici. Questo tipo di mod, tuttavia, può essere installato anche su uno degli otto slot standard, ma non è valido il contrario, infatti, nello slot Exilus è possibile equipaggiare solo mod di questo genere.
Oltre a modifiche di prestazioni, il giocatore ha anche la possibilità di personalizzare graficamente il proprio Warframe, modificandone il colore, cambiando elmetti e skin, texture e equipaggiando spallacci, gambali, mantelli e effetti particellari chiamati ephemera. Le modifiche grafiche non si limitano solo al Warframe, ma anche alla quasi totalità dell'arsenale in possesso del giocatore.
Il giocatore può scegliere di giocare da solo oppure in un gruppo di massimo quattro giocatori. Ci sono molte tipologie di missione con obbiettivi diversi come uccidere un determinato numero di nemici presenti nella mappa, trovare ed estrarre informazioni utili infiltrandosi e hackerando degli archivi informatici, oppure difendere un obbiettivo da ondate di nemici. Ogni missione ha una fazione nemica contro cui il giocatore dovrà combattere, ma ci sono anche tipologie speciali di missioni che vedono combattere due fazioni nemiche e in cui il giocatore può scegliere con quale fazione allearsi per una ricompensa speciale.
Il giocatore ha a disposizione un elevato numero di armi, che rientrano in tre categorie.
- Arma primaria. In questa tipologia sono inclusi fucili d'assalto, fucili a pompa, lanciagranate, archi, fucili da cecchino, speargun (un particolare tipo di arma da fuoco che può anche essere lanciata) e cannoni da braccia.
- Arma secondaria. In questa categoria possiamo trovare pistole, mitragliatrici leggere, balestre di piccolo calibro, esplosivi e kunai.
- Arma corpo a corpo. Questa categoria contiene spade a una mano, spadoni, doppie spade, martelli, asce, pugnali, glaive (che funzionano in maniera simile a dei boomerang, da non confondere con gli omonimi glaive conosciuti in italiano come falcioni, non disponibili nel gioco), nunchaku, fruste, artigli, tirapugni, bastoni, gunblade (un tipo di arma bianca capace di esplodere colpi di arma da fuoco) e falci.

A queste categorie vanno aggiunte le cosiddette Armi Eccelse ( Exalted Weapons in inglese) che vengono attivate per mezzo di abilità ma mantengono le caratteristiche delle armi normali, sono attribuite a determinati Warframe (come la Exalted Blade di Excalibur), e pertanto non ottenibili dagli altri.
Anche le armi possono essere potenziate dal giocatore attraverso l'uso delle mod che modificano valori come il rateo di fuoco, la probabilità di effettuare un colpo critico, o permettono loro di infliggere danni elementali. Ogni arma ha un determinato numero di slot mod che dipende dal tipo di arma in questione. Per le armi primarie e secondarie questo numero può essere aumentato fino a nove, mentre le armi corpo a corpo hanno fin da subito uno slot in più in cui installare una mod stile che determina gli attacchi e le combo che l'arma può effettuare.
Il giocatore ha anche la possibilità di costruire (ove richiesto) ed equipaggiare un compagno, che può essere d'aiuto durante le missioni.
Tra i compagni possiamo trovare:
- Sentinelle: piccoli disertori Senzienti, le sentinelle sono delle amichevoli entità robotiche che fluttuano attorno al Tenno protagonista. Ogni sentinella ha a propria disposizione una sua arma catatteristica che può utilizzare per dare man forte al giocatore. È possibile installare mod per modificare il comportamento e le statistiche di una sentinella, rendendoli dei droni di supporto o da attacco. Alcune sentinelle, come i Warframe, dispongono di una loro versione Prime.
- Kubrow: dei compagni quadrupedi dall'aspetto canino, rimarranno in prossimità del giocatore e lo assisteranno nel combattimento. Se un Kubrow viene ferito in una lotta, entrerà in stato di sanguinamento e potrà essere curato dal giocatore entro un tempo limite. I kubrow hanno diversi tratti come specie, dimensioni e colore degli occhi, insieme a caratteristiche personalizzabili come il colore del pelo. Ogni specie di Kubrow (tuttora 6) ha differenti statistiche e abilità
- Kavat: compagni dall'aspetto felino. Sono molto simili ai Kubrow, in quanto anch'essi hanno differenti razze, tinte e stili del pelo. Attualmente ci sono 3 razze di Kavat.
- Helminth Charger: una variante Infested del Kubrow, del tutto analogo ad esso, fatta eccezione per l'aspetto e alcune Mod Precetto (Mod che cambiano il comportamento dei compagni, caratteristica anche delle sentinelle).
- Predasite: dei compagni Infested dall'aspetto vagamente felino ma tuttavia simili, a livello di gameplay e animazioni, ai Kubrow, fatta eccezione per delle Mod Precetto sue caratteristiche. Sono presenti 3 razze distinte di Predasite.
- Vulpaphyla: compagni Infested dalle fattezze simili a una volpe e simili, a livello di gameplay e animazioni, ai Kavat, fatta eccezione per delle Mod Precetto sue caratteristiche. Sono presenti 3 razze distinte di Vulpaphyla.
- MOA: compagni meccanici di manifattura Solaris, i MOA sono capaci di utilizzare armi a lungo raggio o attacchi corpo a corpo. Sono dei compagni personalizzabili i cui componenti potranno essere assemblati da Legs, su Fortuna.
- Mastini (Hound): compagni robotici dall'aspetto canino di manifattura Corpus. Per otterne uno, il giocatore dovrà sconfiggere per prima cosa una Sorella di Parvos, per poi riscattarlo, trovandolo all'interno della fucina del proprio Orbiter. Il giocatore può decidere di tenere il mastino oppure smantellarlo utilizzando i pezzi per ricombinarli in un modello che più preferisce, processo che verrà anche in questo caso gestito da Legs.

Durante il gioco si sbloccheranno anche altri elementi dell'arsenale come:
- L'archwing, delle ali meccaniche che permettono al giocatore di volare e di fare missioni nello spazio, di andare nelle zone subacquee di Urano e di volare nelle zone open-world.[1]
- L'archgun, una grossa arma solitamente usata insieme all'archwing nello spazio, ma che dopo l'aggiornamento 24.2 può anche essere usata nelle missioni regolari dopo che il giocatore si è costruito l'apposito oggetto.[1]
- Il railjack, una grossa nave spaziale pilotabile che sblocca le missioni railjack che si svolgono intorno ad alcuni dei pianeti.[26][27]
- Il necramech, un mech antico che si può usare nelle zone open-world e, dopo l'aggiornamento 29.10, può essere utilizzato nelle missioni railjack.[5][28]

## Platinum
Nel gioco è disponibile una valuta chiamata platinum che può essere ottenuta attraverso microtransazioni oppure anche attraverso scambi tra altri giocatori. Il platinum può essere usato per comprare armi o warframe nuovi, per velocizzare il tempo per costruire gli oggetti o per comprare set di colori per personalizzare l'equipaggiamento. Esclusi alcuni colori, però, tutto ciò che si può ottenere attraverso il platinum è ottenibile anche gratuitamente. Nell'aprile del 2021 la quantità minima di platinum che si può comprare è 75 platinum a €4,49 mentre la quantità massima è di 4300 platinum più un pacchetto di tre mod rare a €179,99 dal sito ufficiale.

## Accoglienza
| Testata                              | Versione      | Giudizio |
| ------------------------------------ | ------------- | -------- |
| Metacritic (media al 10 aprile 2021) | PC            | 69       |
| GameSpot                             | PC            | 8        |
| Everyeye.it                          | PC            | 6,5      |
| IGN                                  | Xbox One      | 7,2      |
| Multiplayer.it                       | PlayStation 4 | 6        |
| PC Gamer                             | PC            | 86       |

All'uscita su pc Warframe era un titolo relativamente sconosciuto, ma con l'esordio su PlayStation 4, essendo uno dei titoli di lancio e anche un free-to-play, è diventato molto più conosciuto.
Warframe ha ricevuto recensioni miste. I critici hanno lodato il fatto che non occorresse spendere soldi in microtransazioni, il supporto da parte degli sviluppatori e il gameplay divertente quando si è in compagnia. È stata però criticata la ripetitività delle ambientazioni generate proceduralmente e IGN ha fatto notare notare che gli asset di base non erano abbastanza numerosi per questo sistema. Inoltre è stato criticato per la complicatezza dei sistemi che non vengono ben spiegati nel tutorial del gioco. Questo problema è stato risolto con il rework del tutorial uscito con l'aggiornamento 29.
Multiplayer.it ha criticato l'interfaccia di potenziamento del personaggio e il fatto che non venissero spiegate abbastanza nel dettaglio le modifiche che il giocatore effettuava.
Dall'uscita del gioco però sono usciti 29 aggiornamenti principali che hanno migliorato lo stato del gioco, anche se la natura ripetitiva del titolo e la complicatezza delle interfacce rimangono comunque un problema.